# Alen Skribek
Alen Skribek, né le 11 avril 2001 à Budapest en Hongrie, est un footballeur hongrois qui évolue au poste d'ailier gauche au Paksi SE.

## Biographie

### En club
Né à Budapest en Hongrie, Alen Skribek est formé par le Ferencváros TC puis la Puskás Akadémia. Le 24 janvier 2019, il est prêté pour un an au Aqvital FC Csákvár (en).
Prêté en 2020 au Budafoki MTE, c'est avec ce club qu'il découvre la première division hongroise. Il joue son premier match dans l'élite lors de la première journée de la saison 2020-2021 contre le Kisvárda FC, le 17 août 2020. Il est titularisé et son équipe l'emporte par deux buts à un. Il inscrit son premier but le 30 août suivant, lors d'une défaite en championnat face au MOL Fehérvár FC (1-4 score final). Au total, il inscrit six buts en championnat cette saison là, et se révèle comme l'un des joueurs les plus prometteurs du championnat. Il brille également en Coupe, en étant l'auteur d'un triplé contre le Paksi SE, lors des huitièmes de finale de la Coupe de Hongrie, permettant à son équipe de l'emporter 2-4 à l'extérieur.
Le 30 juin 2021, il est prêté au Zalaegerszeg TE.

### En sélection
Il joue son premier match avec l'équipe de Hongrie espoirs le 24 mars 2021, contre l'Allemagne. Il entre en jeu en cours de partie, et son équipe s'incline par trois buts à zéro. Ce match rentre dans le cadre du championnat d'Europe espoirs 2021. Alen Skribek joue trois rencontres lors de ce championnat d'Europe organisé en Hongrie et en Slovénie. Avec un bilan catastrophique de trois défaites en trois matchs, onze buts marqués et deux buts encaissés, la Hongrie ne dépasse pas le premier tour.
Le 7 septembre 2021 il inscrit ses deux premiers buts avec les espoirs, contre Saint-Marin. Il est titularisé et son équipe s'impose ce jour-là (0-4 score final). Ce match rentre dans le cadre des éliminatoires de l'Euro espoirs 2023.